# Kärlekspil
Kärlekspil, (spiculum amoris), är ett organ hos vissa arter av landlevande snäckor som används i samband med fortplantningen.
En kärlekspil är uppbyggd av aragonit (kalk) och är formad som en pil eller dolk. Under förspelet till parningen stöter snäckan in pilen i partnerns kropp, varvid den lämnar avsändarens. Kärlekspilen innehåller inga könsceller men för med sig kemiska substanser som tros kunna synkronisera äggcellerna och spermieöverföringen inför den ömsesidiga befruktningen. (Då arterna är hermafroditer.)
Kärlekspilar förekommer inte vid alla parningar. Dels kan det dröja omkring en vecka efter parning innan en ny pil bildas, dels är träffsäkerheten ibland dålig. Dessutom krävs en första parning för att sätta igång pilbildningen.

## Bildgalleri

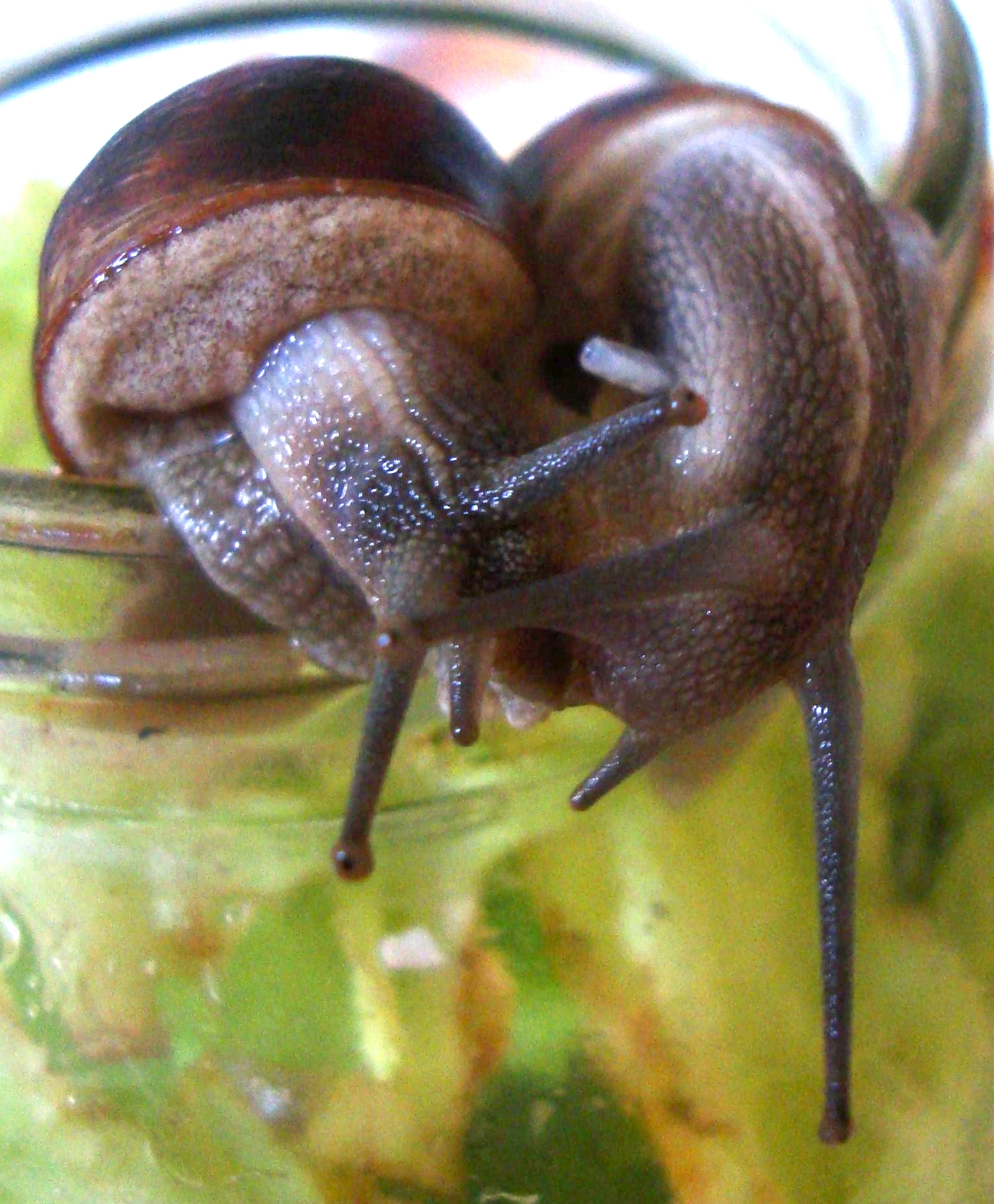
Fläckig vinbergssnäcka, Irland. Den till höger träffad av en kärlekspil.
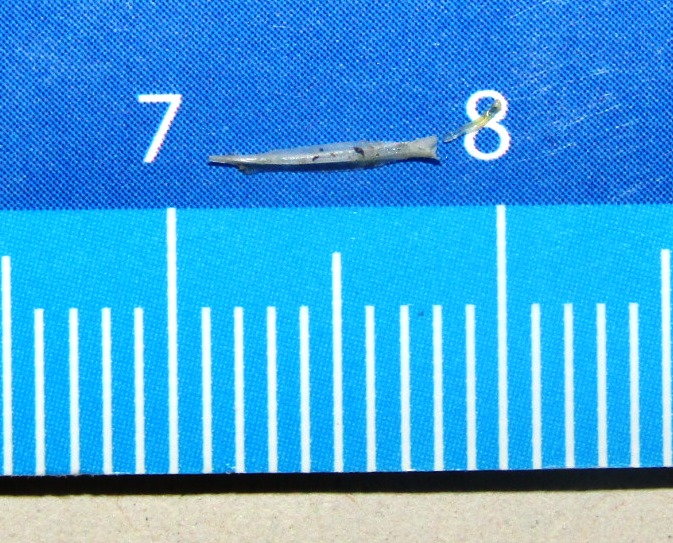
Den fläckiga vinbergssnäckans kärlekspil. Här 7 mm lång.
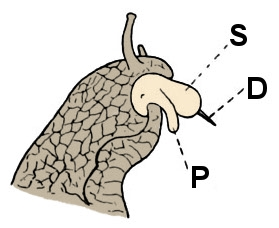
Teckning av en vinbergssnäckas huvud före parning. S = Pilsäck. D = Kärlekspil. P = Penis.
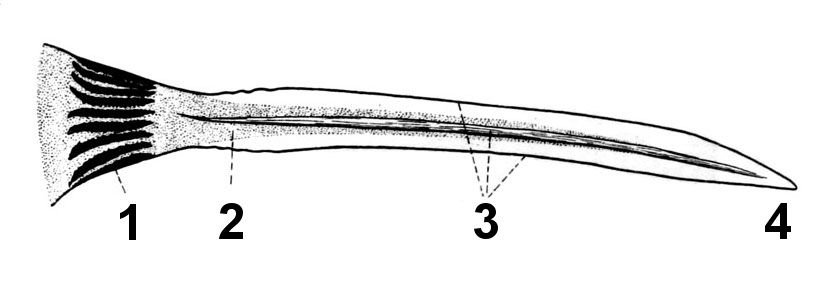
Teckning av vinbergssnäckans kärlekspil. 1 = Utsvängd bas. 2 = Inre hålighet. 3 = Längsgående flänsar. 4 = Vass spets.